# Niels Juel (schip, 1923)
De Niels Juel was een kustpantserschip van de Deense marine. Naamgever van het schip was de Deense admiraal Niels Juel. De Niels Juel werd bekend vanwege de Slag om Isefjord, het gevecht op 29 augustus 1943 tussen het schip en Duitse vliegtuigen. In de jaren 1944 en 1945 was het schip onder de naam Nordland ter dienste van de Duitse Kriegsmarine.
Het was oorspronkelijk bedoeld als kruiser en in 1914 ter kiel gelegd, maar de Eerste Wereldoorlog verhinderde de bouw van het schip. Hij werd in 1918 te water gelaten en op 23 mei 1923 in dienst genomen. De Niels Juel diende daarna onder andere als vlootvlaggenschip, opleidingsschip en begeleidingsschip bij zeereizen van de Deense koningen. Tijdens de Operatie Weserübung op 9 april 1940 was het schip in Kopenhagen en raakte niet betrokken bij gevechtshandelingen.
Tot 29 augustus 1943 diende het schip voor opleiding van cadetten in de Deense marine. In de morgen van 29 augustus 1943 ontving de Niels Juel het bevel om Zweedse wateren op te zoeken. Ter hoogte van Hundested kwam het tot een strijd met Duitse vliegtuigen. De geschutskoepels troffen een van de vliegtuigen maar kon niet voorkomen dat de stroomvoorziening en twee brandcontrolesystemen door de bombardementen werden beschadigd. Ten tijde van de bouw van het schip kon men een massaal bombardement uit de lucht niet voorstellen, de scheepsromp was echter veilig. Door het uitvallen van de systemen voor brandbestrijding was de Niels Juel vrijwel buitenspel gezet, het werd op bevel van zijn commandant Komandørkaptajn Westermann door de eigen bemanning tot zinken gebracht. Kanonnen en machines werden onklaar gemaakt en de vlag werd gestreken.
Na het tot zinken brengen in de Isefjord werd het wrak van de Niels Juel op bevel van de Kriegsmarine geborgen, weer hersteld en als Nordland in dienst van de Kriegsmarine gesteld. De Nordland diende als opleidingsschip en werd op 3 mei 1945 na een luchtaanval in de Eckernförder Bucht door de Duitsers zelf tot zinken gebracht.
De Niels Juel werd tijdens de oorlog twee keer tot zinken gebracht door zijn eigen bemanning. Het wrak ligt nog steeds op de bodem van de Eckernförder Bucht.